# César Vichard de Saint-Réal
César Vichard de Saint-Réal (1639-1692) fue un novelista francés. Nacido en Chambéry, en la Saboya, pero educado en París por los jesuitas. Antoine Varillas fue su modelo; prácticamente escribió sólo novelas históricas.
Lo mejor que se puede decir de su Dom Carlos (1673) es que sirvió de fuente para varios diálogos en la obra de teatro de Friedrich Schiller. El año siguiente, Saint-Réal escribió Conjuration des Espagnols contre la Republique de Venise en 1618 (Conjura de los españoles contra la República de Venecia en 1618), que tuvo un éxito fenomenal, pero simplemente es un pastiche literario del estilo de Cayo Salustio. Esta obra y su reputación como librepensador llevaron a que Hortense Mancini, Duquesa de Mazarin, se fijara en él. Saint-Réal acabó siendo lector y amigo de la duquesa, que lo llevó con ella a Inglaterra en 1675.
La autoría de las Mémoires de la duquesa ha sido atribuida a Saint-Réal, pero sin razón. Entre sus auténticas obras está el corto tratado De la critique (1691), dirigido contra la obra Réflexions sur la langue française de Andry de Boisregard. Publicó en 1745 sus Œuvres complètes en tres volúmenes; una segunda edición de 1757 llegó a los ocho volúmenes, pero fue debido a la inclusión de algunas obras falsamente atribuidas. Saint-Réal era un escritor de moda en su época; la demanda de sus libros en el mercado literario era similar a la de Saint-Evremond, que era superior. Escribió en un estilo fácil y agradable, pero mediocre.
Véase también: Pére Lelong, Bibliothèque historique de la France, N.º 48, 122; Barolo, Memorie spettanti ella vita di Saint-Rial (1780; Saint-Real era un miembro asociados de la Academia de Turín).